# Жан II де Бурбон
Жан II Добрый (фр. Jean II le Bon; 30 августа 1426 — 1 апреля 1488, Мулен) — герцог де Бурбон с 1456, герцог Оверни, граф де Форе, де Л’Иль-Журден, де Божоле, виконт де Мюра, де Шательро, князь Домб, сеньор де Шато-Шинон с 1456, граф де Клермон-ан-Бовези с 1434 , коннетабль Франции с 1483, старший сын Карла I, герцога Бурбона, и Аньес Бургундской, дочери Жана Бесстрашного, герцога Бургундии.

## Биография
Жан был одним из наиболее успешных и преданных военачальников на службе у короля Франции Карла VII, состоял в королевском совете. За то, что он изгнал англичан из Гиени и Нормандии, Жан получил прозвище «Бич англичан».
В 1434 году он получил титул графа де Клермон.
Его военная карьера началась в 1444 году, когда Жан участвовал в осаде Меца. В 1449 году Жан вместе с графом Жаном де Дюнуа отправился в Нормандию, где он взял города Руан, Арфлёр, Онфлёр. 15 апреля 1450 года он вместе с коннетаблем Артуром, графом Ричмондом, командовал французской армией в битве при Форминьи, закончившейся разгромом англичан. Позже он захватил Кан и Шербур. В результате Нормандия оказалась освобождена от англичан.
В 1451 и 1453 годах Жан вместе с графом Дюнуа воевал в Гиени. В результате военных кампаний при его участии были захвачены Монигон, Боэ, Бург, Фронсак, а также столица Гиени — Бордо. 17 июля 1453 года Жан участвовал в битве при Кастийоне. Позже король Карл VII назначил Жана губернатором Гиени. В этой должности он успешно боролся против взбунтовавшегося Жана V д’Арманьяка.
После смерти отца, герцога Карла I, Жан в 1456 году унаследовал его обширные владения — герцогства Бурбон и Овернь, графства Форез и Божоле, а в 1457 году был назначен взамен умершего отца Великим камерарием Франции.
После смерти короля Карла VII его сын, Людовик XI подверг пользовавшегося доверием своего отца Жана опале, сместив его с поста губернатора Гиени. В результате недовольный Жан в 1465 году присоединился к Лиге общего блага. После мира, подписанного в Конфлане, король, желая исправить свою ошибку и склонить Жана на свою сторону, назначил его в 1466 году губернатором Орлеана, Берри, Лимузена, Лангедока и Перигора.
Позже Жан вновь сражался в Нормандии, где захватил Эврё, Вернон и Лувье.
После смерти короля Людовика новый король, Карл VIII, назначил в 1483 году Жана коннетаблем Франции.
Жан умер в 1488 году. Поскольку оба его законных сына умерли в младенчестве, владения унаследовал его брат Карл.

## Брак и дети
1-я жена: с 23 декабря 1447 года (замок Мониль-ле-Тур) Жанна де Валуа (1435—1482), дочь короля Франции Карла VII. Детей не было.
2-я жена: с 28 августа 1484 года (Сен-Клу) Екатерина д’Арманьяк (ум. 1487), дочь Жака д’Арманьяка, герцога де Немур. Единственный ребёнок:
- Жан (род. и ум. 1487), граф де Клермон

3-я жена: с 12 апреля 1487 года (аббатство де Сен-Жуан, Пуату) Жанна де Бурбон (1465—1512), дочь Жана II де Бурбон, графа де Вандом. Единственный ребёнок:
- Людовик (род. и ум. 1488), граф де Клермон

Также Жан имел нескольких незаконных детей:
- от Маргариты де Брюнан:
Матье Великий бастард де Бурбон (ум. 1504), губернатор Пикардии, сеньор де Бутеон с 1486, сеньор де Ла Рош-ан-Ренье с 1486, адмирал Гиени с 1497, генерал-лейтенант и губернатор Гиени с 1498.
- от Жанны де Сульдье:
Карл (ум. 1502), виконт де Лаведан-ан-Бигорр, родоначальник ветви Бурбон-Лаведан.
- от неизвестных любовниц:
Гектор (ум. 1502), архиепископ Тулузы с 1491;
Пьер (ум. ребёнком);
Мария; муж: с 1470 Жак де Сен-Коломб;
Маргарита (1445—1483), узаконена в 1464; муж: с 1462 Жан де Феррьер, сеньор де Прель.

## Образ Жана II в кино
- «Чудо волков» / «Le miracle des loups» (Франция; 1924) режиссёр Раймон Бернар, в роли герцога де Бурбон — Робер Жильбер.